# اختياري (شراء طائرة)

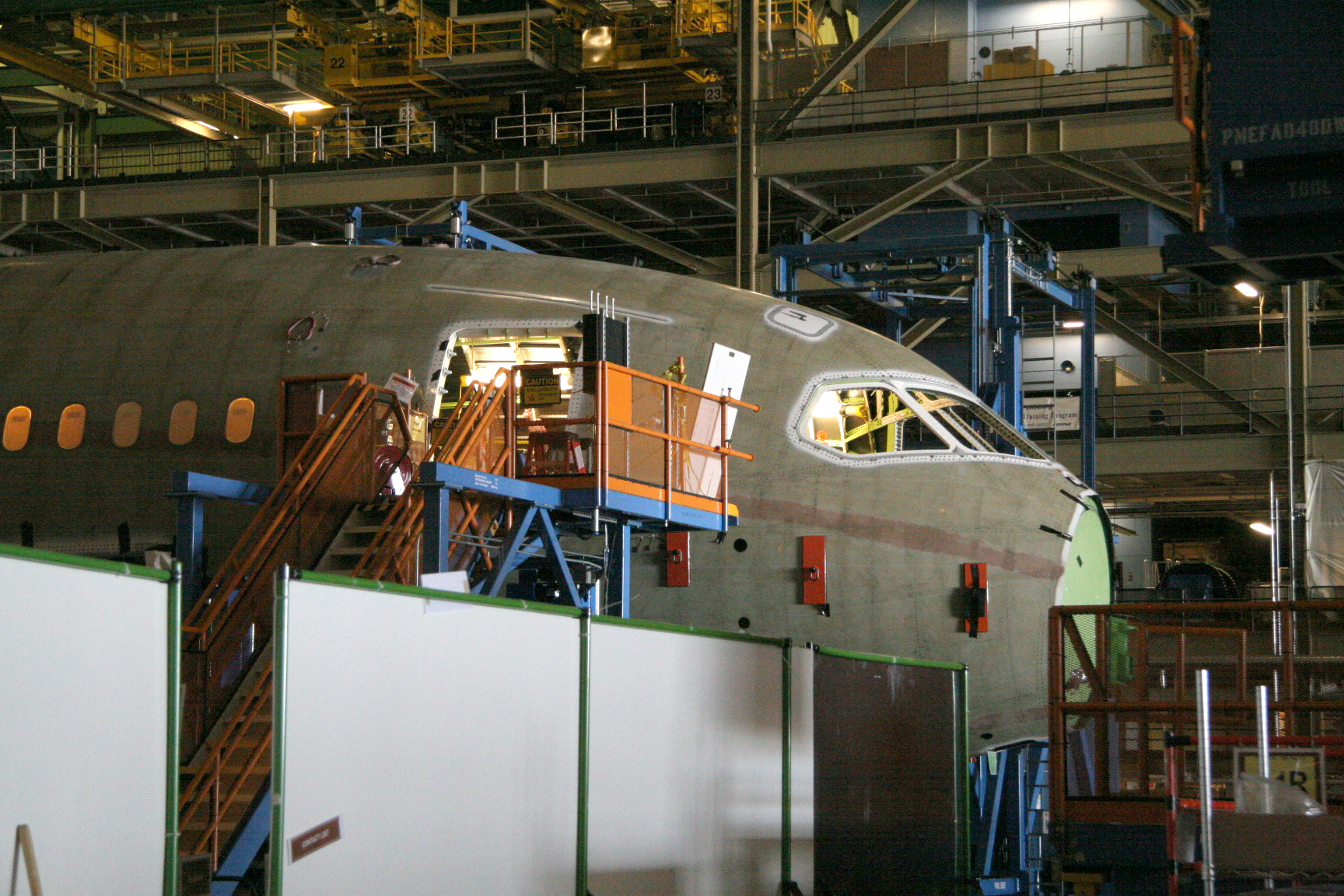
مرحلة تجميع طائرة في احدي مصانع بوينغ.

اختياري هو مصطلح يستخدم عند شراء الطائرات يسمح به لشركة الطيران لشراء طائرات إضافية في المستقبل بنفس السعر والتاريخ المتفق عليه مسبقاً.
عندما تشتري شركة طيران طائرات جديدة من مصنع مثل إيرباص أو بوينغ تحصل الشركة على ميزة طائرات اختيارية. تلك الميزة تسمح لشركة الطيران بتأخير شراء عدد من الطائرات وذلك حتى يصبح ظروف السوق أوضح وعندها يكون الشراء مسموح. ذلك أيضاً يحفظ لشركة الطيران دوراً في طابور انتظار التصنيع ليضمن لها تاريخ تسليم مضمون. عند استخدام الشركة لتلك الميزة يمكنها حينها تأكيد شرائها للطائرات المتفق عليها وعدم دخولها في طابور انتظار التصنيع من أوله، وذلك لا يسبب لشركة الطيران أي تأخير في تسليم الطائرات والذي في بعض الأحيان يتأخر لسنوات. أما إذا لم تسمح ظروف السوق لشركة الطيران باستخدام تلك الميزة فليست الشركة مجبرة علي الشراء.
اعتمادا على الظروف الاقتصادية فمصنع الطائرات أحياناً يبيع الطائرات الاختيارية بسعر منخفض تحت السعر الحقيقي.